# فرودگاه لا پالما
فرودگاه لا پالما (به انگلیسی: La Palma Airport) یک فرودگاه همگانی با کد یاتا SPC است که یک باند فرود آسفالت دارد و طول باند آن ۲۲۰۰ متر است. این فرودگاه در کشور اسپانیا قرار دارد و در ارتفاع ۳۳ متری از سطح دریا واقع شده‌است.

## شرکت‌های هواپیمایی و مقصدهای پروازی
| شرکت‌های هواپیمایی              | مقصدهای پروازی |
| ------------------------------ | --- |
| بینتر کاناریاس                 | گرن کناریا، تنریف شمالی |
| بینتر کاناریاس اجرا توسط NAYSA | گرن کناریا، تنریف شمالی |
| کوندور فلوگدینست               | فرانکفورت، هامبورگ، هانوفر، مونیخ، اشتوتگارت فصلی: دوسلدورف |
| CanaryFly                      | تنریف شمالی |
| ایزی‌جت                         | فصلی: برلین شونفلد، گاتویک |
| انتر ایر                       | چارتر: شارل دوگل پاریس |
| یورو وینگز                     | دوسلدورف (آغاز از ۴ نوامبر ۲۰۱۷)، هامبورگ (آغاز از ۴ نوامبر ۲۰۱۷)، اشتوتگارت (آغاز از ۵ نوامبر ۲۰۱۷)                                                                            |
| جرمنیا                         | فصلی: دوسلدورف، هامبورگ |
| جرمنیا فلوگ                    | فصلی: زوریخ |
| ایبریا اکسپرس                  | مادرید-باراخاس |
| نیکی لوفت‌فارت                  | دوسلدورف |
| پریمرا ایر                     | فصلی: بیلاند، کپنهاگ، گوتنبرگ-لاندوتر، هلسینکی،یوئنسو، کوکولا-پیتارساری، کوپیو، لاپنرانتا، مالمو (آغاز از ۲۲ دسامبر ۲۰۱۷), گاردرموئن اسلو، اولو، پوری، کفلاویک، استکهلم-آرلاندا |
| Small Planet Airlines          | فصلی: شوپن ورشو |
| Thomson Airways                | گاتویک، منچستر |
| تراول سرویس ایرلاینز           | چارتر: لیون-سینت اگزوپری، نانت آتلانتیک |
| ترانساویا.کام                  | اسخیپول آمستردام |
| TUI fly Belgium                | بروکسل |
| تی‌یوآی ایرلاینز نیدرلندز       | اسخیپول آمستردام |
| ویولینگ                        | بارسلونا-ال پرات |